# Ryan Wilson (Leichtathlet)

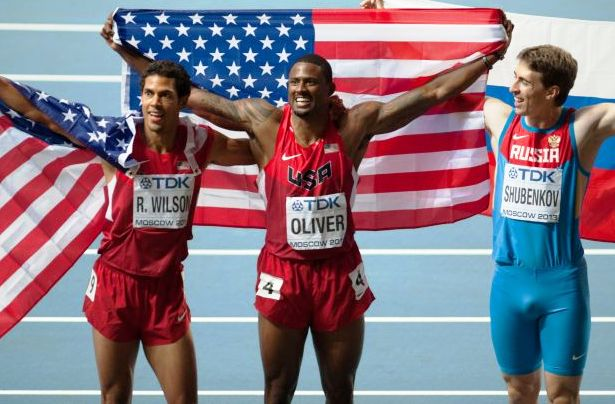
Vlnr: Ryan Wilson, David Oliver, Sergei Schubenkow

Ryan Wilson (* 19. Dezember 1980 in Columbus, Ohio) ist ein ehemaliger US-amerikanischer Hürdenläufer, der sich auf die 110-Meter-Distanz spezialisiert hat.

## Sportliche Laufbahn
2003 wurde er für die University of Southern California startend NCAA-Meister. Beim Leichtathletik-Weltfinale 2008 wurde er Dritter.
2013 wurde er US-Meister und gewann die Silbermedaille bei den Leichtathletik-Weltmeisterschaften in Moskau.
Im Mai 2017 erklärte er im Alter von 36 Jahren seinen Rücktritt vom Spitzensport.

## Persönliche Bestzeiten
- 60 m Hürden (Halle): 7,75 s, 11. Februar 2012, New York City
- 110 m Hürden: 13,02 s, 2. Juni 2007, New York City
- 400 m Hürden: 49,33 s, 18. Mai 2003, Los Angeles